# العمدة تريلوني

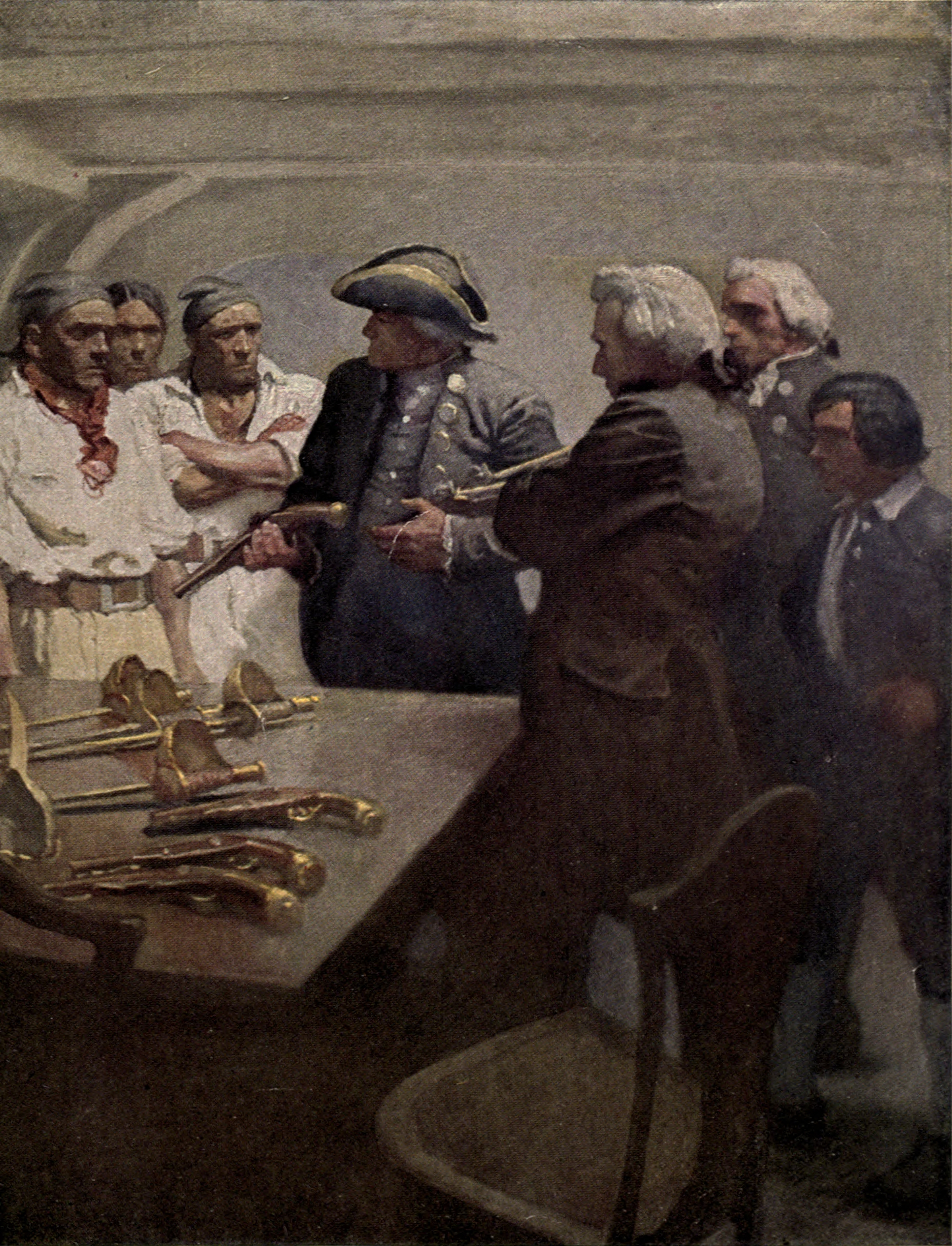
رسم توضيحي بفرشاة نويل كونفرز وايث لطبعة 1911.

العمدة جون تريلوني هو شخصية ثانوية في رواية جزيرة الكنز للكاتب الإسكتلندي روبرت لويس ستيفنسون. هو مالك أراض منمق واهتياجي، يلجأ إليه بطل الرواية جيم هوكنز بخريطة الكنز ليبقيها بعيدة عن أيدي القراصنة. يمول تريلوني الرحلة إلى جزيرة الكنز، مستعينا في توظيف طاقم السفينة بلونغ جون سيلفر الذي يجند مجموعة من القراصنة في ذلك. يرحل في النهاية من الجزيرة مع الأبطال للعودة إلى إنجلترا بالكنز. كما أنه صديق جيد للدكتور ليفزي، شخصية ثانوية أخرى.
للعمدة حارس طرائد توماس ردروث وخدمين ريتشارد جويس وجون هانتر، كلهم يرافقونه إلى جزيرة الكنز وكلهم يقتلون عليها. يقول الراوي جيم هوكنز عن العمدة أنه أخذ حصة منصفة من الكنز وحرض على كتابة القصة. كما ذكر أنه كان أفضل مطلق نار ضمن الفريق النزيه.